# دوغلاس شالمرز
دوغلاس شالمرز هو سياسي بريطاني، ولد في 1957 في دندي في المملكة المتحدة. نشط حزبياً في الحزب الشيوعي في بريطانيا العظمى.